# Паула Фондевіла Кастро
Паула Фондевіла Кастро (ісп. Paula Fondevila Castro; нар. 16 травня 1984) — колишня іспанська тенісистка.
Найвищу одиночну позицію світового рейтингу — 303 місце досягла 13 липня 2009, парну — 299 місце — 3 серпня 2009 року.
Здобула 1 одиночний та 2 парні титули туру ITF.

## Фінали ITF

### Одиночний розряд: 4 (1–3)
| Легенда          |
| ---------------- |
| турніри $100,000 |
| турніри $75,000  |
| турніри $50,000  |
| турніри $25,000  |
| турніри $10,000  |

| Фінали за покриттям |
| ------------------- |
| Тверде (1–1)        |
| Ґрунт (0–2)         |
| Трава (0–0)         |
| Килим (0–0)         |

| Результат | Дата            | Рівень | Турнір                   | Покриття | Суперниця          | Рахунок          |
| --------- | --------------- | ------ | ------------------------ | -------- | ------------------ | ---------------- |
| Поразка   | 23 серпня 2005  | 10,000 | ITF Амаранте, Португалія | Тверде   | Домініка Цібулкова | 0–6, 2–6         |
| Поразка   | 17 вересня 2006 | 10,000 | ITF Льєйда, Іспанія      | Ґрунт    | Неуза Сілва        | 7–5, 2–6, 6–7(2) |
| Поразка   | 18 травня 2009  | 10,000 | ITF Тельде, Іспанія      | Ґрунт    | Нікола Гоєр        | 7–5, 4–6, 4–6    |
| Перемога  | 23 серпня 2009  | 10,000 | ITF Трекастаньї, Італія  | Тверде   | Ніколе Клеріко     | 6–4, 7–5         |

### Парний розряд: 4 (2–2)
| Легенда          |
| ---------------- |
| турніри $100,000 |
| турніри $75,000  |
| турніри $50,000  |
| турніри $25,000  |
| турніри $10,000  |

| Фінали за покриттям |
| ------------------- |
| Тверде (1–1)        |
| Ґрунт (1–1)         |
| Трава (0–0)         |
| Килим (0–0)         |

| Результат | Дата           | Рівень | Турнір                  | Покриття | Партнерка            | Суперниці                                       | Рахунок          |
| --------- | -------------- | ------ | ----------------------- | -------- | -------------------- | ----------------------------------------------- | ---------------- |
| Перемога  | 5 серпня 2008  | 25,000 | ITF Коїмбра, Португалія | Ґрунт    | Лусія Сайнс          | Мартіна Бабакова Ольга Брозда                   | 7–6(2), 6–0      |
| Поразка   | 26 січня 2010  | 25,000 | ITF Тенерифе, Іспанія   | Ґрунт    | Лаура Торп           | Сунь Шеннань Чжан Шуай                          | 1–6, 2–6         |
| Перемога  | 25 липня 2009  | 25,000 | ITF Вальядолід, Іспанія | Тверде   | Гейді Ель Табах      | Естрелья Кабеса Кандела Сара дель Барріо Арагон | 6–2, 6–4         |
| Поразка   | 17 серпня 2009 | 10,000 | ITF Трекастаньї, Італія | Тверде   | Лусія Сервера Васкес | Аліче Балдуччі Джулія Гаспаррі                  | 5–7, 6–4, [8–10] |